# Sørup-stenen
Sørup-stenen er en runesten fra Sørup nær Svendborg i det sydlige Fyn i Danmark.

## Indskrift
Side A: m- : srnes-sn : urn=u=kb(h) | -a=si | s(n)rþmi : itcsih(k)i : li
Side B: isifuþrlak : iseya : li